# Deepika Kumari
Deepika Kumari (* 13. Juni 1994 in Ranchi) ist eine indische Bogenschützin, die Rang zwei in der Weltrangliste erreichte.

## Erfolge
Bei den Commonwealth Games 2010 gewann sie eine Goldmedaille im Einzelwettbewerb der Frauen mit dem Recurvebogen. Im selben Wettbewerb gewann sie auch eine Goldmedaille in der Recurve-Mannschaft der Frauen zusammen mit Dola Banerjee und Bombayala Devi. Bei zwei der drei Weltcup-Etappen – in Guatemala und in Paris – hat sie Einzelgold gewonnen. Dabei holte sie sich auch die Nummer eins im Weltcup in Paris nach neun Jahren zurück. Deepika Kumari gewann Einzelgoldmedaillen bei der ersten Etappe des Weltcups im Bogenschießen. Deepika Kumari besiegte im Finale Mexiko mit 5:1 und gewann Gold in Paris.
Kumari qualifizierte sich für die Olympischen Sommerspiele 2012 in London, wo sie an den Einzel- und Mannschaftswettbewerben der Frauen teilnahm. Im Einzel holte sie den achten Platz in der Platzierungsrunde, schied dann jedoch bereits in der ersten Runde aus. Bei den Olympischen Sommerspielen 2016 erreichte sie im Einzel das Achtelfinale, das sie gegen Tan Ya-ting verlor. Mit der Mannschaft scheiterte sie im Viertelfinale im Shoot-off an Russland. An den Olympischen Sommerspielen 2020 nahm sie erneut im Einzel teil, nach Platz neun in der Platzierungsrunde verlor sie im Viertelfinale gegen die spätere Goldmedaillengewinnerin An San. Auch im erstmals ausgetragenen Mixed-Wettbewerb scheiterte sie zusammen mit Pravin Jadhav im Viertelfinale an den späteren Siegern aus Südkorea.
Im Jahr 2012 wurde ihr vom indischen Staatspräsidenten Pranab Mukherjee der Arjuna Award, die zweithöchste Sportauszeichnung Indiens, verliehen. Im Februar 2014 wurde sie mit dem FICCI Sportsperson of the Year Award geehrt. Im Jahr 2016 verlieh ihr die indische Regierung die zivile Auszeichnung Padma Shri.